# Shenzhenshi Zuqiu Julebu
Lo Shenzhen Football Club (深圳市足球俱乐部S, Shēnzhènshì Zúqiú JùlèbùP), meglio noto come Shenzhen F.C., precedentemente noto come Shenzhen Kingway, Shenzhen Ruby e Shenzhen Jianlibao, era una società calcistica della Super League con sede a Shenzhen, nel Guangdong.
Disputava le proprie partite nello Stadio Shenzhen. Il club era di proprietà del Beijing Huizhong Tianheng Investment Company, che lo acquistò nel novembre 2004.
Il 2004 è anche l'anno della vittoria del primo titolo nazionale, a dispetto dei problemi finanziari. L'allora allenatore Zhu Guanghu venne insignito del titolo di allenatore dell'anno e nominato tecnico della Nazionale cinese.
La sua partenza portò a una decaduta della squadra, tanto che nella stagione successiva raggiunse solo un dodicesimo posto (su quindici). Il nuovo allenatore Chi Shangbin, pur qualificando il club per la AFC Champions League, si dimise a causa dell'influenza dei giocatori nello spogliatoio, soprattutto dell'allora capitano Li Weifeng e del veterano Yang Chen.
Le dimissioni arrivarono dopo un tentativo di Chi di riprendere il controllo sullo spogliatoio da cui scaturì una lite tra lui e i due giocatori che portò addirittura alla rottura della finestra dell'ufficio dell'allenatore.
Nonostante il clima la squadra raggiunse le semifinali di AFC Champions League dove fu sconfitta nettamente dagli arabi dell'Al Ain.
Nel 
2019 termina al penultimo posto e retrocede in League One ma viene ripescato nel massimo campionato a causa del fallimento del Tianjin Tianhai.

## Denominazione[1]
- Dal 1994 al 1995: Shenzhen Zuqiu Julebu (深圳足球俱乐部SShenzhen Football Club)
- Nel 1996: Shenzhen Feiyada Zuqiu Julebu (深圳飞亚达足球俱乐部S; Shenzhen Feiyada Football Club)
- Dal 1997 al 1998: Shenzhen Ping'an Zuqiu Julebu (深圳平安足球俱乐部S; Shenzhen Ping An Football Club)
- Nel 1999: Shenzhen Ping'an Baoxian Zuqiu Julebu (深圳平安保險足球俱乐部S; Shenzhen Ping An Insurance Football Club)
- Nel 2000: Shenzhen Ping'an Kejian Zuqiu Julebu (深圳平安科健足球俱乐部S; Shenzhen Ping An Kejian Football Club)
- Nel 2001: Shenzhen Kejian Ping'an Zuqiu Julebu (深圳科健平安足球俱乐部S; Shenzhen Kejian Ping'an Football Club)
- Nel 2002: Shenzhen Ping'an Baoxian Zuqiu Julebu (深圳平安保險足球俱乐部S; Shenzhen Ping An Insurance Football Club)
- Dal 2003 al 2005: Shenzhen Jianlibao Zuqiu Julebu (深圳健力宝足球俱乐部S; Shenzhen Jianlibao Football Club)
- Nel 2006: Shenzhen Jinwei Zuqiu Julebu (深圳金威足球俱乐部S; Shenzhen Kingway Football Club)
- Dal 2007 al 2008: Shenzhen Xiangxue Shangqingyin Zuqiu Julebu (深圳香雪上清饮足球俱乐部S; Shenzhen Xiangxue Eisiti Football Club)
- Nel 2009: Shenzhen Zuqiu Julebu (深圳足球俱乐部SShenzhen Football Club)
- Dal 2009 al 2010: Shenzhen Hongzuan Zuqiu Julebu (深圳红钻足球俱乐部S; Shenzhen Ruby Football Club)
- Dal 2010 al 2013: Shenzhen Maotai Hongzuan Zuqiu Julebu (深圳茅台红钻足球俱乐部S; Shenzhen Moutai Ruby Football Club)
- Nel 2014: Shenzhen Hongzuan Zuqiu Julebu (深圳红钻足球俱乐部S; Shenzhen Ruby Football Club)
- Dal 2015 al 2024: Shenzhenshi Zuqiu Julebu (深圳市足球俱乐部S; Shenzhen Football Club)

## Palmarès

### Competizioni nazionali
- Campionato cinese: 1

2004
- China League One: 1

1995
- China League Two: 1

1994

### Altri piazzamenti
- Campionato cinese:

Secondo posto: 2002
- Coppa della Cina:

Semifinalista: 2004
- Coppa della Super League (Cina):

Finalista: 2004, 2005
- China League One:

Secondo posto: 1997, 2018
- AFC Champions League:

Semifinalista: 2005

## Organico

### Rosa 2021
| N. |                  | Ruolo | Calciatore       |
| -- | ---------------- | ----- | ---------------- |
| 1  | Cina (bandiera)  | P     | Zhang Lu         |
| 2  | Cina (bandiera)  | D     | Yeljan Shinar    |
| 6  | Cina (bandiera)  | C     | Pei Shuai        |
| 7  | Ghana (bandiera) | A     | Frank Acheampong |
| 8  | Cina (bandiera)  | C     | Dai Wai Tsun     |
| 11 | Cina (bandiera)  | D     | Zhang Yuan       |
| 13 | Cina (bandiera)  | D     | Xu Haofeng       |
| 14 | Cina (bandiera)  | A     | Zhang Yuan       |
| 16 | Cina (bandiera)  | C     | Zheng Dalun      |
| 17 | Cina (bandiera)  | P     | Wei Minzhe       |
| 18 | Cina (bandiera)  | C     | Chen Xiangyu     |
| 21 | Cina (bandiera)  | D     | Jiang Zhipeng    |
| 23 | Cina (bandiera)  | P     | Guo Wei          |

| N. |                           | Ruolo | Calciatore           |
| -- | ------------------------- | ----- | -------------------- |
| 24 | Cina (bandiera)           | C     | Zhou Xin             |
| 25 | Cina (bandiera)           | D     | Mi Haolun            |
| 26 | Cina (bandiera)           | D     | Yuan Mincheng        |
| 28 | Cina (bandiera)           | C     | Li Yuanyi            |
| 29 | Cina (bandiera)           | C     | Gao Lin              |
| 30 | Cina (bandiera)           | C     | Huang Ruifeng        |
| 31 | Cina (bandiera)           | P     | Wang Zixiang         |
| 33 | Cina (bandiera)           | D     | Chen Guoliang        |
| 35 | Iran (bandiera)           | D     | Morteza Pouraliganji |
| 38 | Cina (bandiera)           | C     | Sun Ke               |
| 39 | Cina (bandiera)           | D     | Wang Yongpo          |
|    | Rep. del Congo (bandiera) | A     | Thievy Bifouma       |

#### Staff tecnico
- Guan Zhen - Allenatore
- Gao Lin - Vice allenatore
- Chen Tao - Vice allenatore
- Yuan Weiwei - Vice allenatore
- Zhang Xiaorui - Vice allenatore
- Xiang Jun - Analista

### Rosa 2018
| N. |                     | Ruolo | Calciatore      |
| -- | ------------------- | ----- | --------------- |
| 1  | Cina (bandiera)     | P     | Guan Zhen       |
| 2  | Cina (bandiera)     | D     | Wang Tong       |
| 3  | Cina (bandiera)     | D     | Haidong Lü      |
| 4  | Cina (bandiera)     | C     | Qiao Wei        |
| 5  | Cina (bandiera)     | A     | Xiang Baixu     |
| 6  | Cina (bandiera)     | C     | Xu Yang         |
| 8  | Cina (bandiera)     | C     | Ye Chugui       |
| 9  | Colombia (bandiera) | A     | Harold Preciado |
| 10 | Camerun (bandiera)  | A     | Franck Ohandza  |
| 11 | Cina (bandiera)     | D     | Zhang Yuan      |
| 12 | Cina (bandiera)     | C     | Wang Chengkuai  |
| 13 | Cina (bandiera)     | A     | Liang Yu        |
| 15 | Cina (bandiera)     | D     | Ge Zhen         |
| 16 | Cina (bandiera)     | P     | Zhou Yajun      |
| 17 | Cina (bandiera)     | C     | Abdunebi Aini   |

| N. |                   | Ruolo | Calciatore    |
| -- | ----------------- | ----- | ------------- |
| 18 | Cina (bandiera)   | C     | Fei Yu        |
| 19 | Cina (bandiera)   | C     | Guoqing Chen  |
| 20 | Cina (bandiera)   | C     | Xu Liang      |
| 21 | Cina (bandiera)   | C     | Cai Jingyuan  |
| 22 | Cina (bandiera)   | C     | Jinqing Li    |
| 23 | Cina (bandiera)   | P     | Jian Wei      |
| 25 | Cina (bandiera)   | D     | Zhang Jinxin  |
| 26 | Cina (bandiera)   | A     | Fujun Chen    |
| 27 | Cina (bandiera)   | C     | Pengchao Zu   |
| 28 | Cina (bandiera)   | C     | Zihua Wang    |
| 29 | Cina (bandiera)   | D     | Wang Dalong   |
| 30 | Cina (bandiera)   | D     | Cui Min       |
| 34 | Cina (bandiera)   | C     | Baoxian Xie   |
| 35 | Gambia (bandiera) | A     | Pa Amat Dibba |
| 39 | Cina (bandiera)   | D     | Chao Gan      |

### Rosa 2017
| N. |                      | Ruolo | Calciatore          |
| -- | -------------------- | ----- | ------------------- |
| 1  | Cina (bandiera)      | P     | Ben Niu             |
| 2  | Cina (bandiera)      | D     | Xiaoshun Geng       |
| 3  | Cina (bandiera)      | D     | Haidong Lü          |
| 4  | Cina (bandiera)      | C     | Wei Qiao            |
| 5  | Cina (bandiera)      | D     | Peng Ren (capitano) |
| 6  | Cina (bandiera)      | D     | Sihao Ling          |
| 8  | Cina (bandiera)      | C     | Longquan Du         |
| 9  | Giamaica (bandiera)  | A     | Deshorn Brown       |
| 13 | Cina (bandiera)      | A     | Le Yu               |
| 14 | Camerun (bandiera)   | C     | Aboubakar Oumarou   |
| 15 | Cina (bandiera)      | D     | Zheng Lü            |
| 16 | Cina (bandiera)      | P     | Yajun Zhou          |
| 17 | Hong Kong (bandiera) | C     | Paulinho            |
| 18 | Cina (bandiera)      | C     | Yu Fei              |
| 19 | Cina (bandiera)      | C     | Binliang Tan        |
| 20 | Cina (bandiera)      | C     | Liang Xu            |
| 21 | Cina (bandiera)      | C     | Jingyuan Cai        |

| N. |                     | Ruolo | Calciatore      |
| -- | ------------------- | ----- | --------------- |
| 22 | Cina (bandiera)     | C     | Jiutian Yang    |
| 23 | Cina (bandiera)     | P     | Kebei Qiu       |
| 26 | Cina (bandiera)     | D     | Weilong Wang    |
| 29 | Francia (bandiera)  | D     | Hélton Dos Reis |
| 30 | Cina (bandiera)     | C     | Chengkuai Wang  |
| 31 | Cina (bandiera)     | C     | Fei Li          |
| 32 | Cina (bandiera)     | D     | Hongnan Zhang   |
| 47 | Cina (bandiera)     | D     | Shuai Liu       |
|    | Colombia (bandiera) | A     | Harold Preciado |
|    | Cina (bandiera)     | C     | Jiaqi Zhang     |
|    | Cina (bandiera)     | C     | Shuai Yu        |
|    | Cina (bandiera)     | D     | Yuan Zhang      |
|    | Cina (bandiera)     | D     | Min Cui         |
|    | Cina (bandiera)     | D     | Dalong Wang     |
|    | Cina (bandiera)     | P     | Jian Wei        |
|    | Nigeria (bandiera)  | A     | Chinedu Obasi   |